# Осада Корони (1685)
Осада Корони (ит. Assedio di Corone) — одно из сражений Морейской войны, части Великой турецкой войны, происходившее в июне-августе 1685 года.
При сборе христианских войск в Драгоместре в июне 1685 года венецианский генерал-капитан Франческо Морозини получил армию из 10 000 бойцов для использования в кампании 1685 года. Непосредственной целью был полуостров Мессения на юго-западе Пелопоннеса, где доминировали порты Метони на западе и Корони на востоке. Непосредственной задачей была поддержка местных греческих повстанцев на полуострове Мани напротив Корони, а также изоляция остальной части Мессенского полуострова от османских подкреплений. Морозини и его офицеры решили сначала атаковать Корони. 21 июня венецианский флот отправился к Пелопоннесу, и 25 июня венецианская армия высадилась возле Корони и приступила к строительству осадных сооружений. 
Борьба за Корони была классической осадой Нового времени. Находясь на выступающем в море мысе, христианская армия отрезала Корони через перешеек мыса окружной траншеей и приступила к строительству зигзагообразных штурмовых траншей, подступающих к стенам.
7 июля подошла деблокирующая турецкая армия, около 7000 человек, вынудив Морозини отдать приказ о строительстве укреплений, обращенных наружу, в сторону турецкого лагеря, так называемых циркумвалационных линий, и осада превратилась в серию вылазок и контрвылазок против траншей противника. 
На рассвете 7 августа Морозини предпринял внезапную атаку на османский деблокирующий лагерь, разгромив турок и захватив их припасы. Поражение османов дало венецианским инженерам передышку, необходимую для завершения работ по закладке мины под крепостными стенами, и 11 августа в стене города была пробита брешь. Турки предложили сдачу, но несмотря на обещание безопасного выхода, гарнизон был уничтожен. Христианские силы разграбили город, в результате чего погибло 1500 человек гарнизона и жителей.
Турецкие войска продолжали попытки вытеснить христианские силы из региона, но битва при Каламате 14 сентября привела к сокрушительному поражению османов и их отступлению из региона. Это обеспечило христианам контроль над Корони и позволило греческим повстанцам на близлежащем полуострове Мани вытеснить местные турецкие гарнизоны.